# Liste des universités à Pékin
Pour un article plus général, voir Liste des universités chinoises.
Liste des universités se trouvant dans la municipalité de Pékin, en république populaire de Chine.

## Universités nationales

### relevant directement du Ministère de l'éducation

#### Généralistes
- Université de Pékin (北京大学)

- Université Tsinghua  (清华大学)

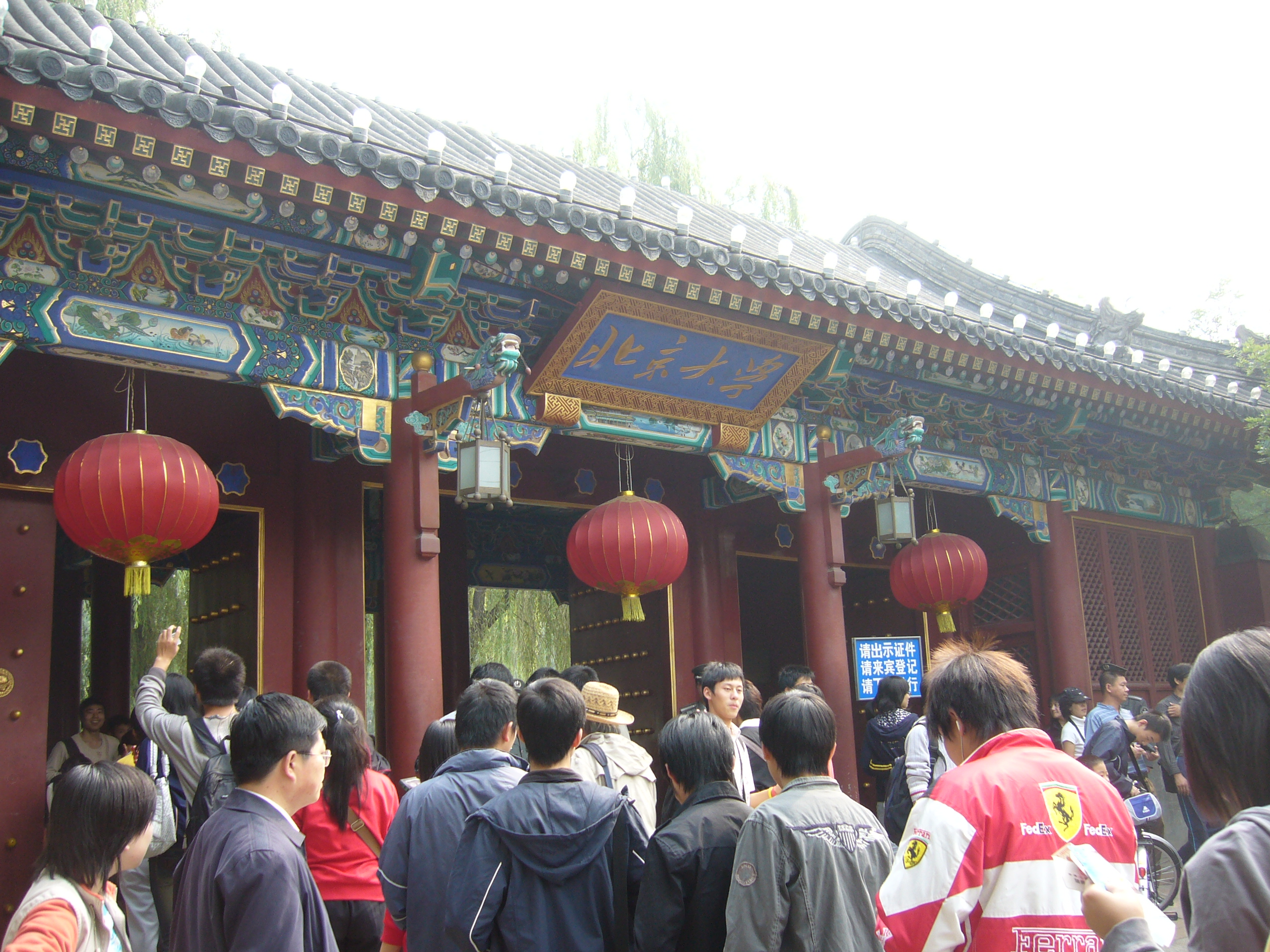
Université de Pékin

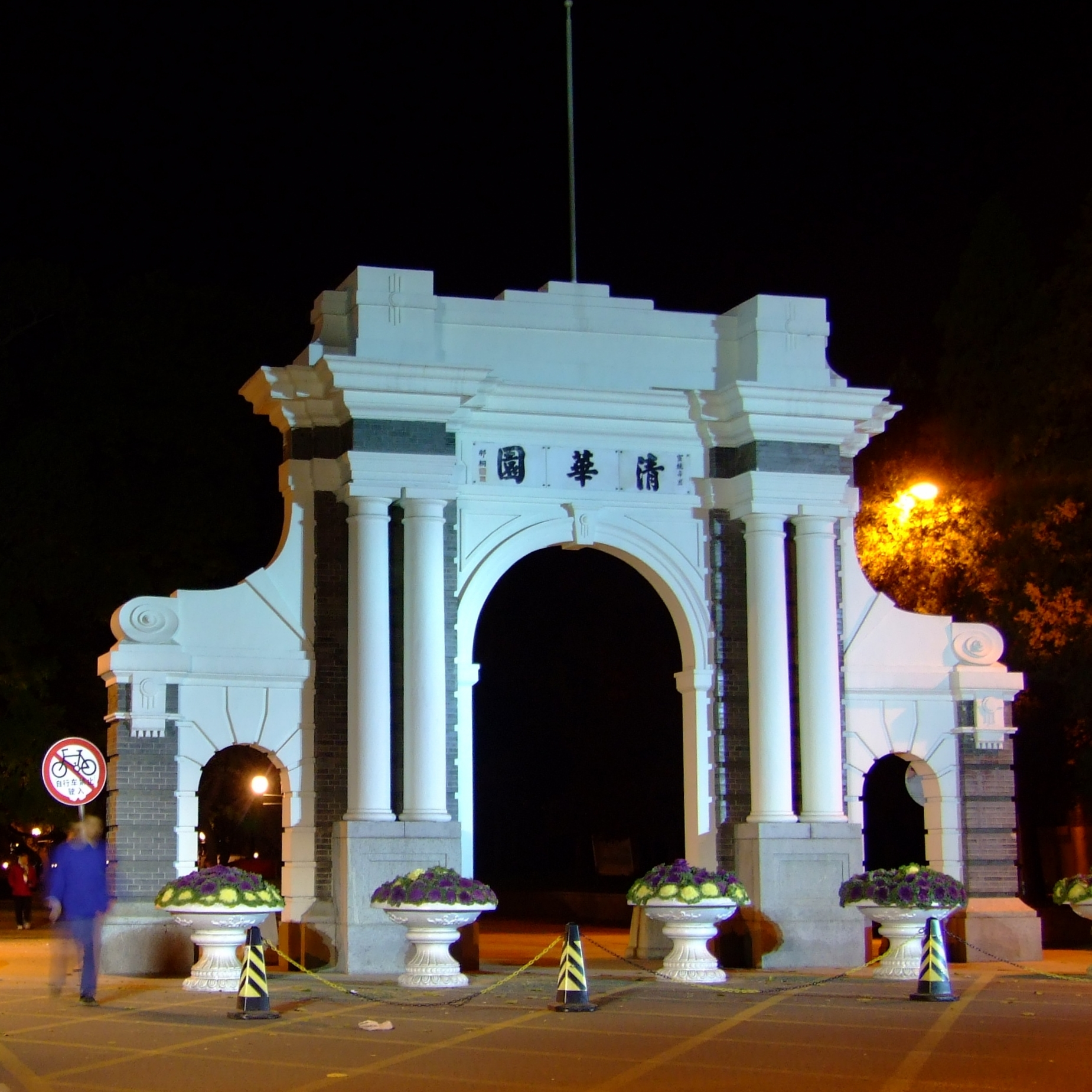
Université Tsinghua

- Université Renmin de Chine (中国人民大学, Université du Peuple de Chine)
- Université normale de Pékin (北京师范大学)
- Université d'agriculture de Chine (中国农业大学)
- Université des langues étrangères de Pékin (北京外国语大学)
- Université de communication de Chine (中国传媒大学)
- Université de la sylviculture de Pékin (北京林业大学)
- Université Jiaotong de Pékin (北京交通大学, Université des Transports de Pékin)
- Université des langues et des cultures de Pékin (北京语言大学)
- Université géologique de Chine (Pékin) (中国地质大学（北京）)
- Université de Beijing de la technologie chimique (北京化工大学)
- Université de Beijing de la médecine chinoise (北京中医药大学)
- Université de Beijing des postes et télécommunications  (北京邮电大学)
- Université centrale de radio et télévision (中央广播电视大学)
- Université de Chine des mines et de la technologie (中国矿业大学（北京）)
- Université de Chine du pétrole  (中国石油大学(北京))
- Université chinoise des sciences politiques et de droit (中国政法大学)
- Université de la Chine du Nord d'énergie électrique (华北电力大学（北京）)
- Université de commerce international et d'économie de Pékin (对外经济贸易大学)
- Université des relations internationales (国际关系学院)
- Université de science et technologie de Pékin  (北京科技大学)
- Université centrale des finances et de l'économie (中央财经大学)

#### Spécialisées
- Académie centrale d'art dramatique (中央戏剧学院)
- Académie centrale des beaux-arts (中央美术学院)
- Conservatoire central de musique (中央音乐学院)

### relevant d'autres ministères
- Université d'aéronautique et d'astronautique de Pékin (北京航空航天大学)
  - Ecole centrale de Pékin

- Institut de technologie de Pékin (北京理工大学)
- Université centrale des minorités (中央民族大学)
- Beijing People's Police College (北京人民警察学院)
- Université des sports de Pékin (北京体育大学)
- Université de Sciences et Technologie de Chine (中国高等科学技术中心)
- Université des Affaires étrangères de Chine (外交学院)
- Beijing Electronic Science and Technology Institute (北京电子科技学院)
- Institut de Chine des relations industrielles (中国劳动关系学院)
- Chinese People's Public Security University (中国人民公安大学)
- Université des femmes de Chine (中华女子学院)
- China Youth University for Political Sciences (中国青年政治学院)
- Peking Union Medical College (北京协和医学院)
- University of Chinese Academy of Sciences (中国科学院大学)

## Universités municipales

### Généralistes
- Université de technologie de Pékin (北京工业大学, Beijing University of Technology, BJUT)
- Université normale de la capitale (首都师范大学)
- Beijing Information Science & Technology University (北京信息科技大学)
- Beijing Institute of Fashion Technology (北京服装学院)
- Beijing Institute of Graphic Communication (北京印刷学院)
- Beijing Institute of Machinery (北京机械工业学院)
- Beijing Institute of Petrochemical Technology (北京石油化工学院)
- Beijing International Studies University (北京第二外国语学院, Beijing Second Foreign Language University, BSFLU)
- Beijing Materials University (北京物资学院)
- Beijing Technology and Business University (北京工商大学)
- Beijing Union University (北京联合大学)
- Beijing University of Agriculture (北京农学院)
- Beijing University of Civil Engineering and Architecture (北京建筑工程学院)
- Capital Institute of Physical Education (首都体育学院)
- Capital University of Economics and Business (首都经济贸易大学)
- Capital University of Medical Sciences (首都医科大学)
- North China University of Technology (北方工业大学)
- SG Institute of Technology (首钢工学院)

### Spécialisées
- Académie de danse de Pékin (北京舞蹈学院)

- Académie de cinéma de Pékin (北京电影学院)
- Conservatoire de musique de Chine (中国音乐学院)
- National Academy of Chinese Theatre Arts (中国戏曲学院)

## Instituts privés
- Université municipale de Pékin (北京城市学院)
- Université Geelyde Pékin (北京吉利大学)
- Collège international de chinois de Pékin (北京国际汉语学院)